# 八木岡城
八木岡城（やぎおかじょう）は、栃木県真岡市大字八木岡字東館にあった日本の城。

## 概要
真岡市の南部八木岡地区に位置する。付近を真岡鐵道真岡線が通過する。

## 歴史
永仁年間（1293年 - 1298年）の間に八木岡高房によって築城される。
延元4年（1339年）2月、南朝の武将春日顕時に攻められ一度目の落城。城中の惣領以下は一人残らず殺される。その後春日軍は、益子城、上三川城、箕輪城、飛山城、宇都宮城の北朝軍を打ち破ったという。
天文13年（1544年）に、下野への侵攻を企む武将水谷正村を阻止すべく、当時の城主八木岡貞家が彼の軍勢を迎撃するも戦死し二度目の落城。当城は水谷勢に制圧された。